# Euphydryas cynthia
Euphydryas (Hypodryas) cynthia (Denis & Schiffermüller, 1775), talvolta riportata come eufidriade di Cinzia, è un lepidottero diurno appartenente alla famiglia Nymphalidae, diffuso in Europa, essenzialmente sull'arco alpino e in Bulgaria.

## Descrizione

### Adulto
La farfalla raggiunge un'apertura alare da 35 a 40 millimetri.  I maschi sono inconfondibilmente colorati: le punte delle ali, sulle quali è possibile vedere un motivo bianco e diverse macchie arancioni, sono marrone scuro tendenti al nero. Vicino al bordo posteriore dell'ala corre all'esterno una fila di punti bianchi e all'interno una arancione, con punti leggermente più grandi e anneriti. Le femmine assomigliano al Golden Fritillary (Euphydryas aurinia), anche loro con una colorazione di base marrone scuro, ma leggermente bluastro e un modello graduato, quasi rettangolare, di colore arancione chiaro e scuro. La parte inferiore delle ali posteriori è arancione sia nei maschi che nelle femmine e presenta una fascia luminosa al bordo e al centro. Attorno alla radice alare si trovano altre macchie luminose. Tra le due fasce corre una serie di piccoli puntini neri, che, a differenza della Euphydryas aurinia, non presentano un bordo luminoso.

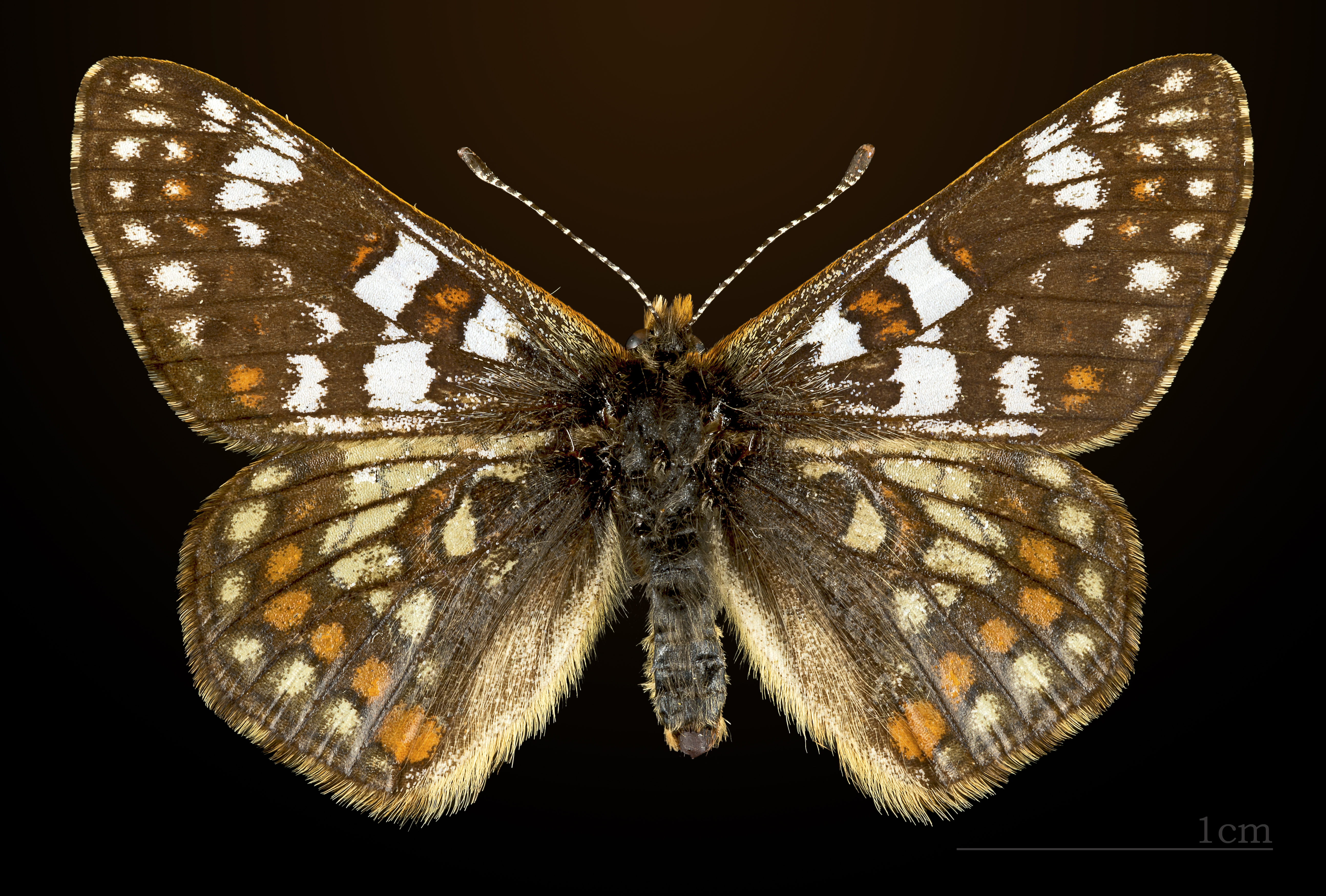
Maschio, vista dorsale
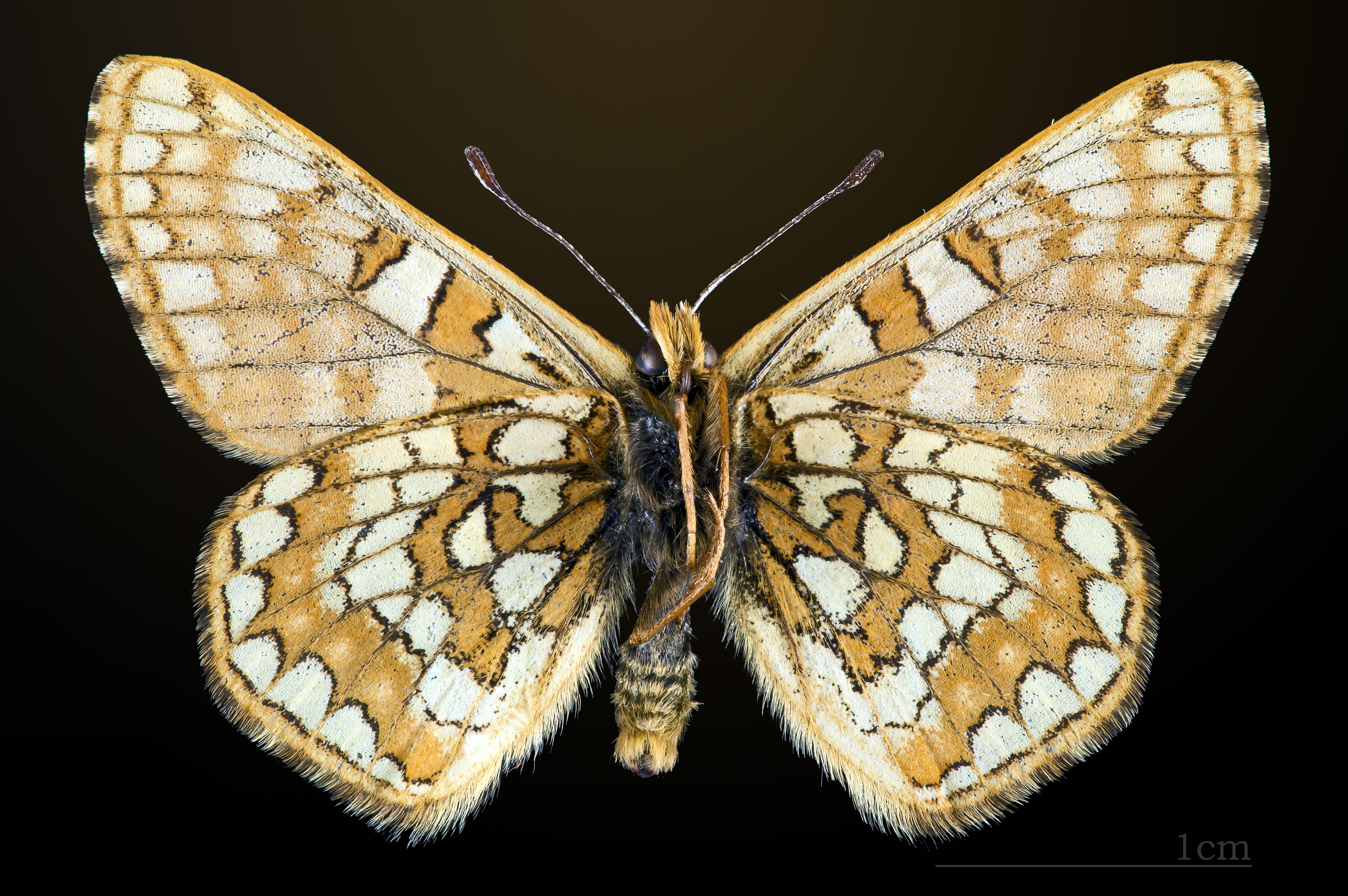
Maschio, vista ventrale
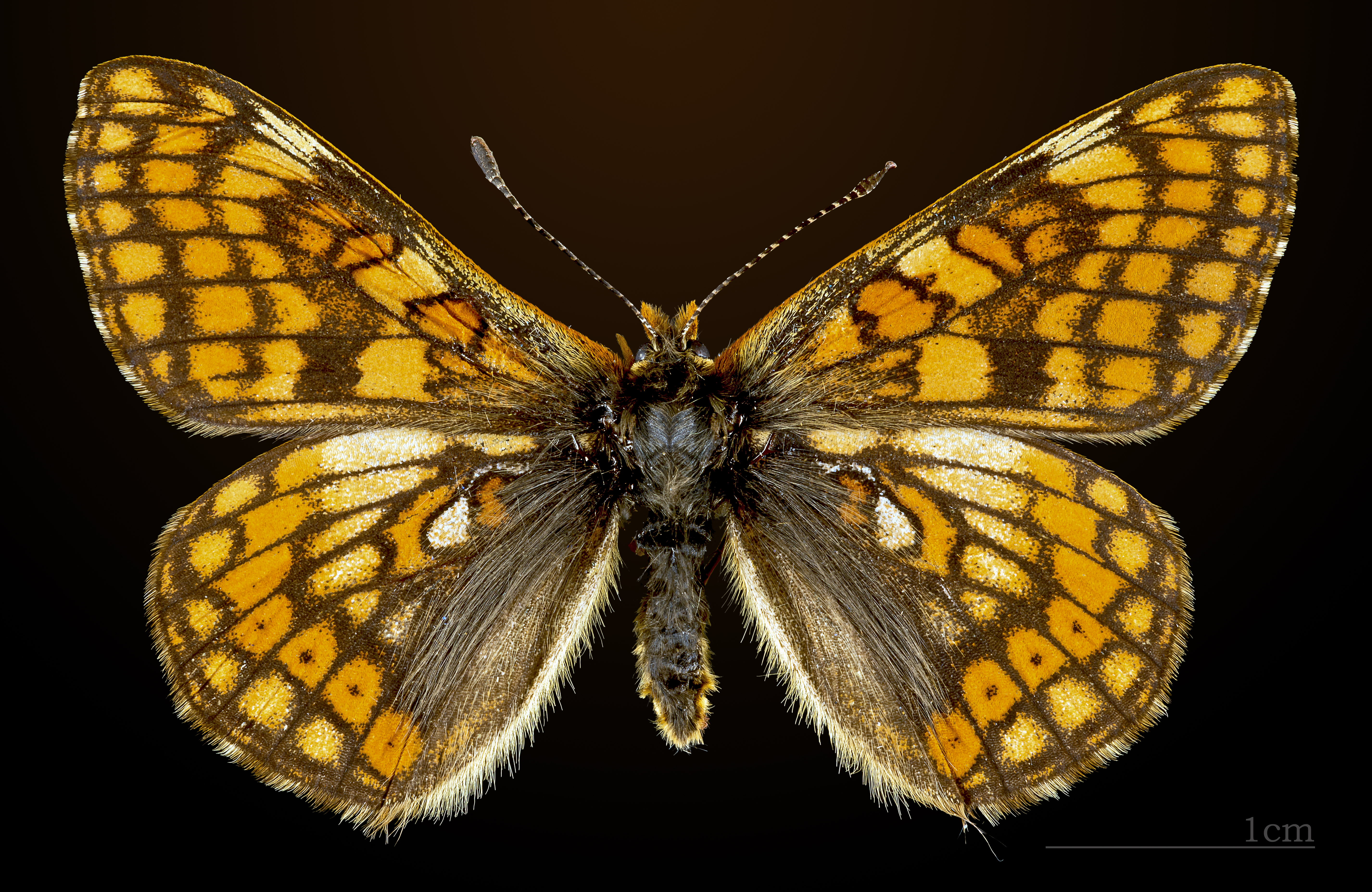
Femmina, vista dorsale
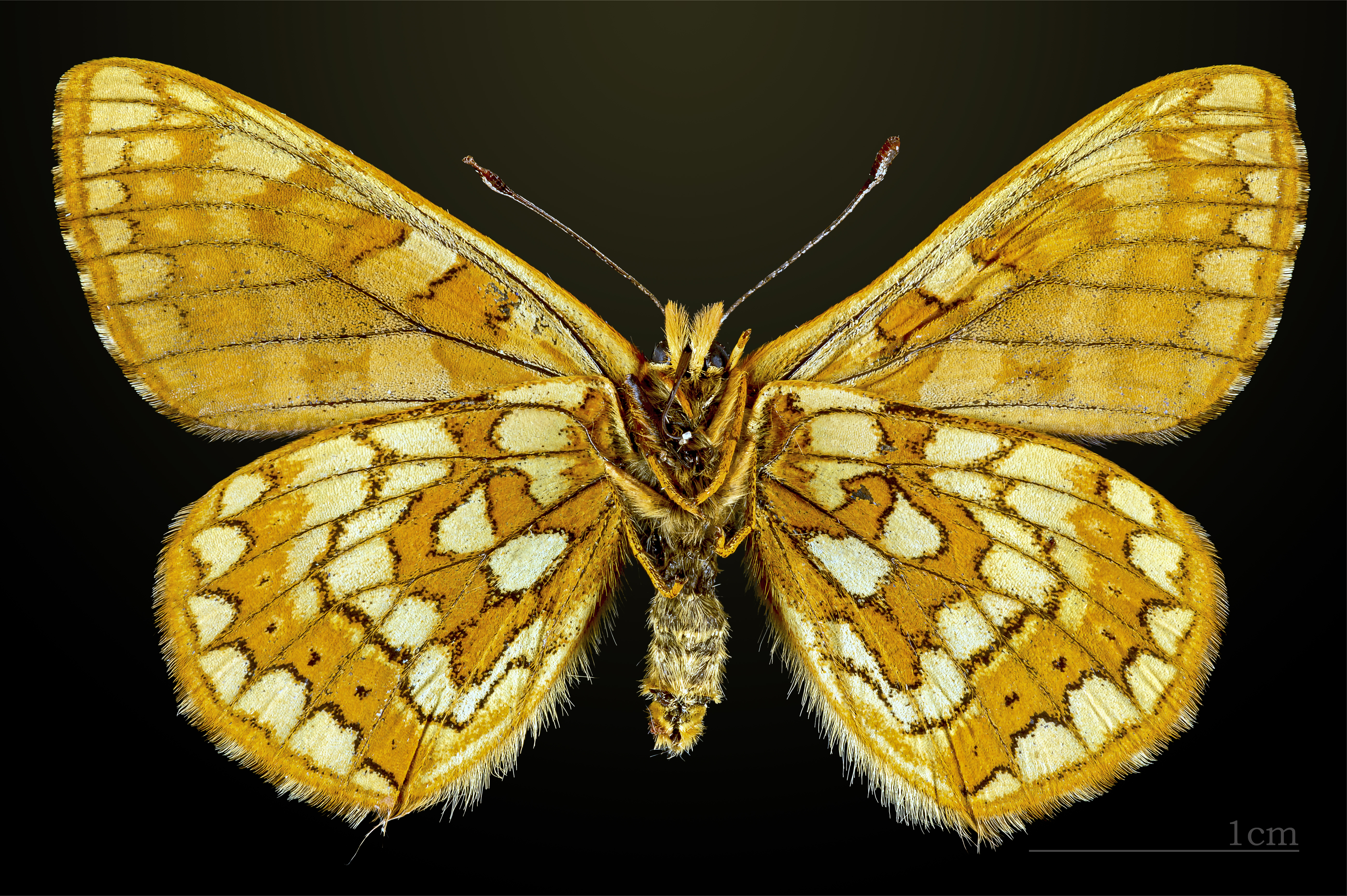
Femmina, vista ventrale

### Larva
I bruchi sono lunghi circa 30 millimetri e sono di colore nero, ma hanno il bordo posteriore di colore giallo brillante e diverse macchie gialle molto ravvicinate sul retro di ogni segmento.

## Biologia

### Comportamento
Le farfalle sono solitarie quando fa caldo; nelle giornate fresche o ventose si posano, specialmente al mattino, con le ali aperte su pietre calde o sterco di vacca per riscaldarsi.
Le femmine depongono le uova in piccoli gruppi sul lato inferiore delle foglie delle loro piante nutrici. I giovani bruchi vivono assieme in una tela, ma in seguito conducono vita solitaria. Vanno in letargo due volte prima di trasformarsi, di solito adagiati su pietre, in pupe maculate di bianco e nero. Occasionalmente si osserva una proliferazione di massa, ma gli insetti vengono poi decimati dall'infestazione da parassiti anche prima della metamorfosi.

### Alimentazione
I bruchi si nutrono di piantaggine alpina (Plantago alpina) e viola di monte (viola calcarata); presumibilmente si nutrono di altre piante erbacee. L'allevamento può essere fatto con piantaggine lanciuola (Plantago lanceolata).

### Periodo di volo
Presenta una sola generazione annuale, con sfarfallamento da fine giugno a metà luglio, con il tempo di volo fortemente dipendente dalle condizioni atmosferiche.

## Distribuzione e habitat
L'areale di questa specie si trova nelle Alpi a un'altitudine compresa tra 1.500 e 3.000 metri su pascoli alpini e superfici pietrose; a quote inferiori si trovano anche su prati umidi, brughiere e colline.